# Ambalavao (district)
Ambalavao is een district van Madagaskar in de provincie Fianarantsoa en de regio Haute Matsiatra. Het district telt 198.428 inwoners (2011) en heeft een oppervlakte van 5151 km², verdeeld over 17 gemeentes. De hoofdplaats is Ambalavao.